# KZM
KZM (англ. Kazakhstani money) — казахстанская дебетовая электронная платёжная система, разработанная АО «Альянс-банк», запущена в июле 2011 года. По состоянию на начало 2012 года в системе зарегистрировано более 300 тыс. пользователей. Отмечается, как первая казахская платёжная система, наделённая широким спектром сервисов.

## Услуги
Система позволяет осуществлять платежи за жилищно-коммунальные услуги, телевидение, телефонию и интернет, оплачивать товары в некоторых интернет-магазинах, переводить средства в некоторые иностранные платёжные системы. Также пользователи KZM могут переводить деньги друг другу, выводить деньги с системы. Все расчёты ведутся в тенге, на сайте можно конвертировать расчёты в рубли по курсу «Альянс-банка». Процессинг платежей выполняется «Альянс-банком».
По состоянию на начало 2012 года в системе реализованы две возможности пополнения кошельков: через расчётно-кассовые отделения «Альянс-банка» и онлайн, заявлено, что планируется реализация оплаты через мобильный телефон, терминалы экспресс-оплаты и банкоматы.